# ドミニク・レイモン
ドミニク・レイモン（Dominique Reymond、1957年2月12日 - ）は、フランスの女優。

## 経歴
1957年2月12日、ジュネーヴに生まれる。1996年、『クリスマスに雪はふるの?』に出演する。2002年には、オリヴィエ・アサイヤス監督の『DEMONLOVER』に出演。2008年、『夏時間の庭』に出演する。

## フィルモグラフィー

### 映画
- 夜のめぐり逢い（1988年）
- 愛の誕生（1993年）
- クリスマスに雪はふるの?（1996年）
- ラブetc.（1996年）
- アルテミシア（1997年）
- 感傷的な運命（2000年）
- 夏の終わり（2000年）
- イン・マイ・スキン 人には言えない、私が本当にしたいこと（2002年）
- DEMONLOVER（2002年）
- ジョルジュ・バタイユ ママン（2004年）
- 美しき運命の傷痕（2005年）
- ゼロ時間の謎（2007年）
- 夏時間の庭（2008年）
- マリー・アントワネットに別れをつげて（2012年）
- 2重螺旋の恋人（2017年）